# 3531 Cruikshank
3531 Cruikshank è un asteroide della fascia principale. Scoperto nel 1981, presenta un'orbita caratterizzata da un semiasse maggiore pari a 2,6253048 UA e da un'eccentricità di 0,1449604, inclinata di 13,12282° rispetto all'eclittica.
L'asteroide è dedicato all'astronomo statunitense Dale P. Cruikshank.